# Plantage
Pour les articles homonymes, voir Crash et Plantage (Amsterdam).
Ne doit pas être confondu avec plantation.

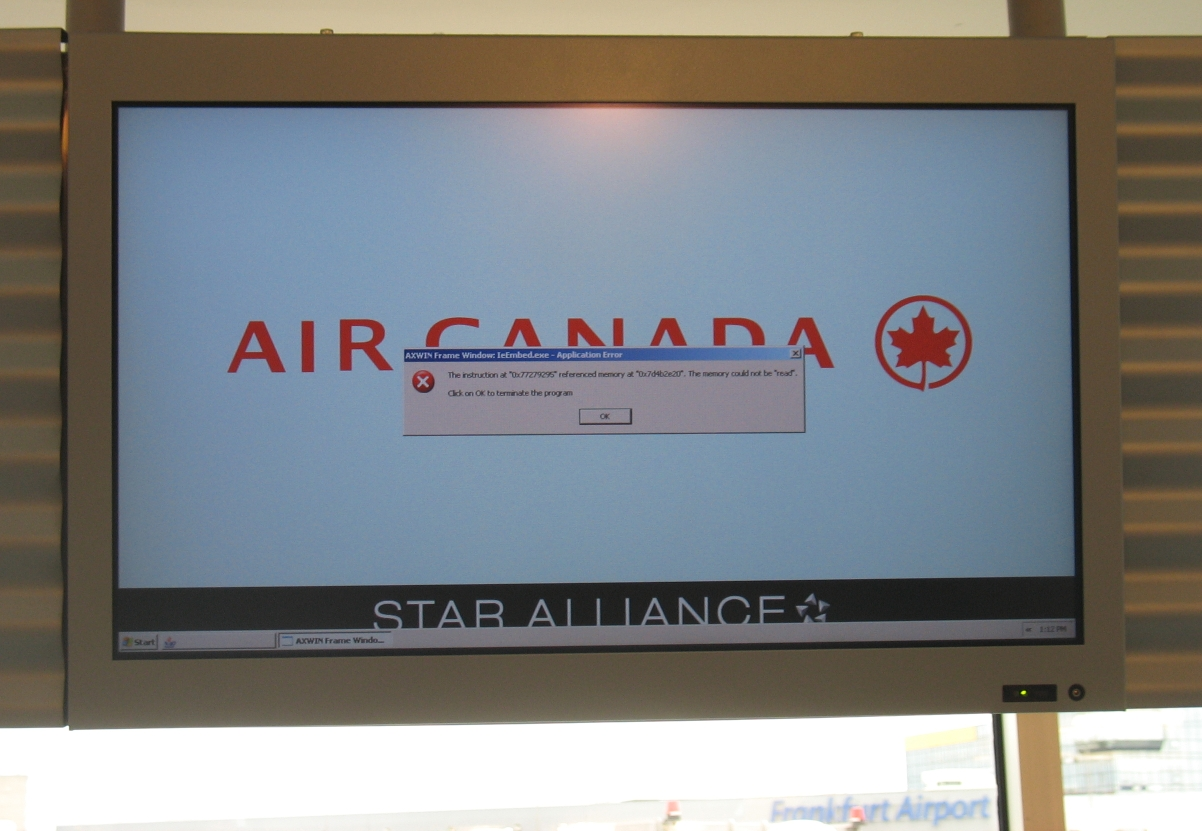
Message d'erreur à la suite d'un plantage du système contrôlant un écran d'affichage dans un aéroport

Dans le jargon informatique, un plantage (parfois appelé, par anglicisme, « crash »), ou un sinistre informatique (nécessitant un plan de reprise d'activité global de l'organisation ou un plan de reprise d'activité informatique), est une interruption anormale, souvent inattendue, d’un logiciel (lequel peut aussi bien être une application qu’un système d'exploitation) due à une panne, un incident ou un bug.
Un plantage a souvent pour origine soit une division par 0, soit une instruction inconnue ou non attendue (ou utilisant une valeur non attendue). Le plantage peut se produire à trois niveaux différents : 
- logiciels : la conséquence est une absence de réaction. De nos jours, la plupart des systèmes d'exploitation permettent de reprendre la main (automatiquement ou manuellement) et d'arrêter le fonctionnement du logiciel, en perdant les données non sauvegardées dans le logiciel en question, mais sans avoir besoin de redémarrer l'ordinateur ;
- système d'exploitation : techniquement, c'est un logiciel, sauf qu'en cas de plantage, l'utilisateur n'a en général plus de moyen d'action sur son ordinateur (redémarrage forcé avec perte de toutes les informations non sauvegardées) ;
- matériel : plantage d'un processeur (surchauffe, rayon cosmique, fréquence trop haute, erreur de conception, etc.)

Un plantage peut avoir plusieurs conséquences : le programme s’interrompt brutalement (parfois avec un message d’erreur produit par le programme lui-même ou par le système d’exploitation), le programme ne répond plus (interface non réactive), l'image à l'écran se fige (la machine ne réagit plus aux sollicitations des périphériques d'entrée, et aucune évolution de son état n’est apparente), ou l'ordinateur peut redémarrer plus ou moins subitement (après en avoir averti l’utilisateur ou non), la perte totale ou partielle des informations et des données stockées sur un serveur ou un ordinateur personnel.
Le terme peut être utilisé comme verbe : « le système s'est planté ». Il est recommandé par l’office québécois de la langue française et usuellement utilisé dans d'autres pays francophones comme la France. On utilise parfois les termes plus généraux d’« incident » et de « panne ».

## Plantage logiciel
Le plantage logiciel est en général dû à un résultat du processeur non géré, c'est-à-dire :
- qui conduit à reproduire le même calcul (boucle infinie)
- qui conduit le programme à ne pas envoyer l'instruction suivante (notamment si le résultat est NaN ou un autre forme d'exception non gérée).
- qui conduit le programme à exécuter un calcul qui va conduire à une des 2 situations précédentes (donnée d'entrée incohérente).

Si on remonte l'arbre des causes un cran plus loin, on pourra identifier :
- soit des erreurs de conception (boucles infinies, exceptions de calculs non gérées),
- soit des erreurs d'intégration (espace mémoire plus faible que ce que va utiliser le logiciel, accès simultané par deux logiciels/matériels au même emplacement mémoire)

On notera que certains logiciels malveillants exploitent des exceptions de calculs non gérées (faille) d'autres logiciels pour les faire planter volontairement.

## Plantages système
Mêmes causes, mais conséquences plus grave que le plantage d'un logiciel : l'interruption du fonctionnement du système d'exploitation d'un ordinateur, qui nécessite en général son redémarrage ou l’intervention d'un expert. Parfois, la machine n’est plus capable de redémarrer.
Différentes expressions sont utilisées pour désigner un plantage du système, selon le type d'équipement et la cause.
| Système                 | Désignation                         |
| ----------------------- | ----------------------------------- |
| Systèmes d'exploitation |                                     |
| Amiga                   | Guru Meditation                     |
| Unix, Linux, Mac OS X   | Kernel panic Erreur de segmentation |
| Windows                 | Écran bleu de la mort (familier)    |
| Consoles de jeu         |                                     |
| PlayStation 3           | Yellow Light of Death (familier)    |
| PSP, Wii                | Brick (familier)                    |
| Xbox 360                | Red Ring of Death (familier)        |
| Autres équipements      |                                     |
| Tout équipement         | Brick (familier)                    |

## Crash d'un disque dur

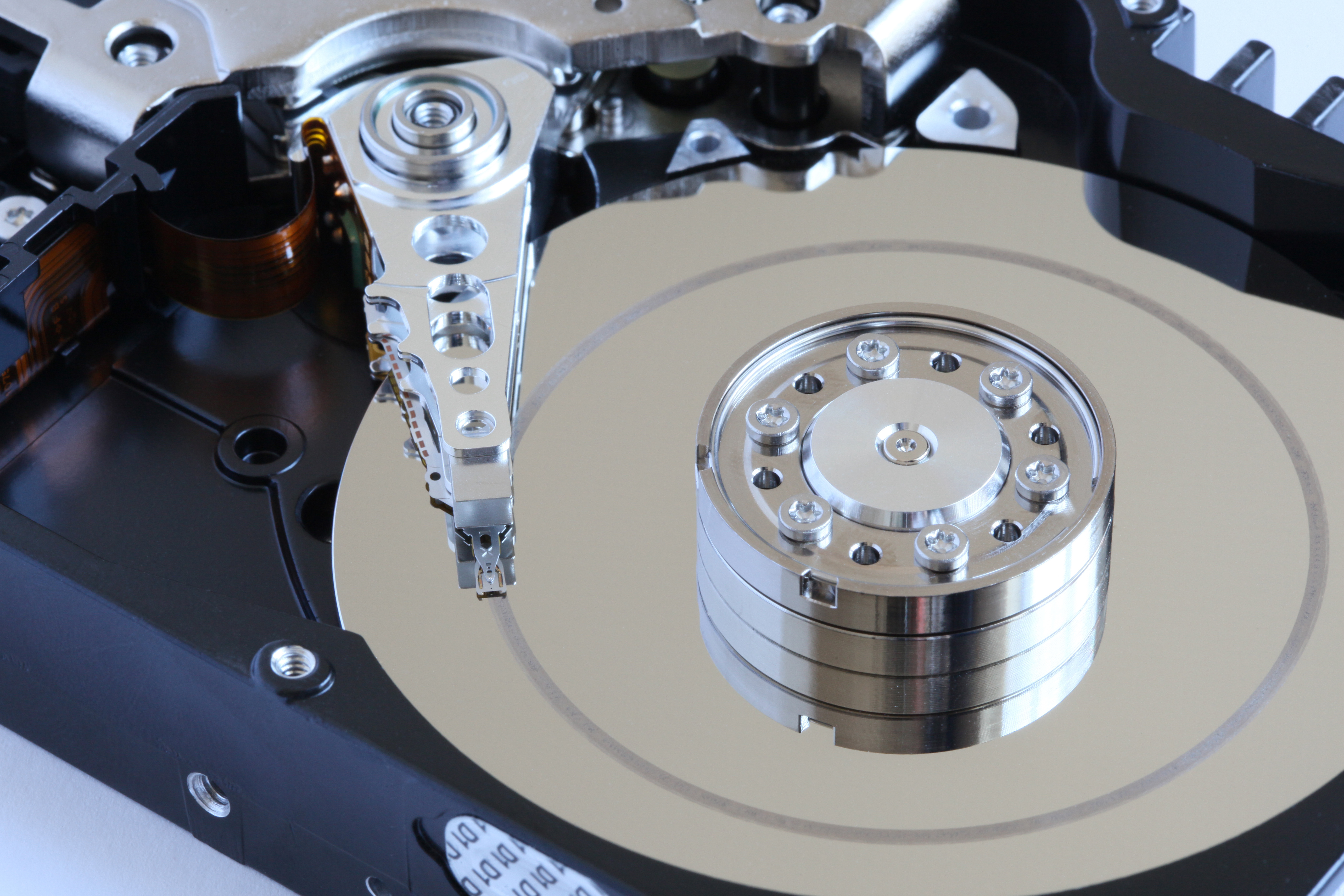
Un disque dur ayant subi un atterrissage : la tête de lecture est entrée en contact avec le plateau

Un disque dur peut être victime d'un atterrissage de tête de lecture rendant son contenu illisible. Le contact des têtes de lecture avec un des plateaux du disque en rotation provoque la destruction de la surface magnétique, la perte de données et donc, potentiellement, le dysfonctionnement des logiciels qui les utilisent.

## Plantage matériel
Le plantage matériel est souvent lié à la pratique de l'overclocking (augmentation de la fréquence du processeur et de la température de fonctionnement) qui déclenche des erreurs de calculs, qui peuvent conduire à un résultat non attendu par le logiciel.
Dans d'autres secteur (aéronautique, spatial), la criticité des systèmes conduit à prendre des sécurités de programmations exceptionnelles. À haute altitude, les rayons cosmiques (gamma notamment) peuvent créer une différence de tension sur des éléments conducteur. À l'échelle des processeurs, cela peut conduire à des plantages. En plus des précautions logicielles (interception d'erreurs), ces calculateurs sont en général downclockés pour augmenter la certitude du résultat (plus de temps de cycle entre 2 opérations limite l'impact d'un rayon cosmique potentiel) et triplés, avec redémarrage quasi instantané si les 3 calculateurs renvoient un résultat différent (redémarrage en moins d'1 seconde).
Un autre type de plantage matériel peut venir d'un défaut de conception du processeur ou d'un vice de fabrication.